# Ecprepaulax
Ecprepaulax è un genere di mammiferi estinti poco conosciuto. I resti fossili provengono dal Tithoniano del Portogallo, e sono limitati a pochi denti. Questi piccoli erbivori vissero durante l'era dei dinosauri. Gli Ecprepaulax sono membri dell'ordine dei multitubercolati e del sottordine 'plagiaulacida' (famiglia Pinheirodontidae). Sono quindi alcuni tra i più antichi rappresentanti dell'ordine.
La specie Ecprepaulax anomala venne classificata da G. Hahn e R. Hahn nel 1999. Inizialmente veniva considerata ascrivibile al Cretaceo inferiore (Berriasiano), ma studi successivi hanno rivelato l'appartenenza di questi strati al Giurassico superiore (Titoniano).
L'unico campione consiste in un incisivo superiore (I2), che si distingue da quelli degli altri pinheirodonti per la presenza di un solco longitudinale che corre per l'intera lunghezza della corona ed è circondato da entrambi i lati da vari cuspidi (Kielan-Jaworowska et al., 2005), ritrovato negli strati della formazione di Porto Dinheiro, presso Lourinhã.

## Tassonomia
Sottoclasse  †Allotheria Marsh, 1880
- Ordine †Multituberculata Cope, 1884:
  - Sottordine †Plagiaulacida Simpson, 1925
    -       - Famiglia †Pinheirodontidae Hahn & Hahn, 1999
        - Genere †Pinheirodon Hahn & Hahn, 1999
          - Specie †P. pygmaeus Hahn & Hahn, 1999
          - Specie †P. vastus Hahn & Hahn, 1999
          - Specie †P. sp. Hahn & Hahn, 1999

        - Genere †Bernardodon Hahn & Hahn, 1999
          - Specie †B. atlanticus Hahn & Hahn, 1999

        - Genere †Gerhardodon Kielan-Jaworowska & Ensom, 1992
          - Specie †G. purbeckensis Kielan-Jaworowska & Ensom, 1992

        - Genere †Iberodon Hahn & Hahn, 1999
          - Specie †I. quadrituberculatus Hahn & Hahn, 1999

        - Genere †Lavocatia Canudo & Cuenca-Bescós, 1996
          - Specie †L. alfambrensis Canudo & Cuenca-Bescós, 1996

        - Genere †Cantalera Badiola, Canudo & Cuenca-Bescós, 2008
          - Specie †C. abadi Badiola, Canudo & Cuenca-Bescós, 2008

        - Genere †Ecprepaulax Hahn & Hahn, 1999
          - Specie †E. anomala Hahn & Hahn, 1999